# Рустиони, Даниэле
Даниэле Рустиони (итал. Daniele Rustioni; род. 1983, Милан, Италия) — итальянский дирижёр, с 2008 по 2011 г. главный приглашённый дирижёр Михайловского театра в Санкт-Петербурге, в 2012—2014 главный дирижёр Оркестра делла Тоскана и музыкальный руководитель театра Петруцелли в Бари. 
С 2017 г. Рустиони — главный дирижёр Лионского оперного театра, в 2025 году, после многолетнего сотрудничества с коллективом, Рустиони займёт должность главного приглашённого дирижёра Метрополитен-оперы в Нью-Йорке.

## Образование и карьера
Окончил Миланскую консерваторию имени Джузеппе Верди по классу органа, параллельно изучая дирижёрское искусство. Даниэле продолжил своё дирижёрское образование в Высшей музыкальной академии Пескары у Джильберто Серембе, затем обучался в Музыкальной академии Киджи в Сиене у Джанлуиджи Джельметти и в Королевской музыкальной академии Лондона у Колина Дэвиса. Рустиони называет своим учителем также Джанандреа Нозеда, у которого он прошёл мастер-класс.
Был дирижёром Регионального оркестра Тосканы во Флоренции, Симфонического оркестра Вупперталя в Германии, Симфонического оркестра Нордфьордской Оперы в Норвегии, Симфонического оркестра Бард-колледжа в Нью-Йорке, Симфонического оркестра Королевской музыкальной академии и Симфонического оркестра Кингс-колледжа в Лондоне.
В январе 2008 года Даниэле Рустиони выступил музыкальным руководителем и дирижёром постановки оперы «Сельская честь» в Михайловском театре. Критики, высоко оценившие общий уровень спектакля, особо отметили вклад молодого дирижёра в успех премьеры.
В 2008—2009 гг. был дирижёром-стажёром Королевского оперного театра в Лондоне. С 2008 г. и по настоящее время регулярно выступает в этом театре. В 2013 г. получил международную оперную премию британского журнала Opera как лучший «новичок» года. Стал главным дирижёром Лионской оперы в 2017 г., в 2025 г. займёт должность главного приглашённого дирижёра Метрополитен-оперы.

## Награды
- Кавалер ордена искусств и литературы, Франция (2024)[8]